# Angel's Friends
Angel's Friends es una serie de televisión animada italiana basada en el cómic del mismo nombre creado por Simona Ferri. La serie fue estrenada el 12 de octubre del 2009 en Italia 1. Una película para la televisión, titulada Angel's Friends — Tra Sogno e Realtà (literalmente; Angel's Friends - Entre sueño y realidad), fue lanzada el 23 de abril de 2011.

## Personajes

### Ángeles
Los ángeles habitan Angie Town, son los protectores de la Tierra.

 - Urie
 - niki
 - Dulce

| Nombre | Descripción | Poderes | Mascota |
| ------ | --- | --- | --- |
| Raf    | Es curiosa y vivaracha, práctica y racional, romántica y presuntuosa. Es la jefa de las Angel's Friends, el grupo de ángeles de la escuela. Cuando hay algún problema, confía sus pensamientos a su diario. Su humano es Andy y su rival Devil es Sulfus. Raf se enamora de él temporalmente y para contrastar este sentimiento los profesores sustituyeron a Andy con las gemelas Elena y Julia; el nuevo rival de Raf es Gas. Está particularmente celosa de Misha. Más tarde descubrirá, debido a una mancha de nacimiento que no fue nacida Angel sino terrenal. Reina le cuenta que sus progenitores eran dos poderosos soberanos, muertos por un encuentro entre Angels y Devils, pero en realidad es la hija de Malakia —que se sacrifica a sí mismo para salvar a su hija— y de su madre Angelie —presa en un sueño eterno, en una campana de cristal. Tiene el pelo largo rubio, con un mechón rojo, una coleta a un lado de la cabeza y unas muñequeras o pulseras blancas con dos bandas rojas y pinchos, también tiene las uñas pintadas de azul. Su ropa es deportiva y de tonos de azules, blancos y rosa pastel. Tiene 15 estrellas de edad —1x01 Volando con sus propias alas y 1x07 Verdades y mentiras | Los poderes de Raf se llaman Fast Fly y acelera su velocidad, de la mente y del cuerpo. 1. Alas de velocidad: aumenta la velocidad de vuelo. 2. Rock Fly: crea un escudo de alas para defenderse. 3. Alas telepáticas: confiere la telepatía y la telequinesis y además hace que, en el caso de ser vistos por humanos, olviden los hechos —1x20 Del amanecer al atardecer 4. Inflame: un nuevo poder que le permite lanzar rayos de fuego. En realidad sería un poder de Devil, pero Raf lo obtiene durante una pelea con Sulfus. 5. Prisma Fly: alas que impulsan hacia el frente la esencia del color eterno cielo azul | Su mascota es Cox, una mariquita cuya frase es «¡buzz!», que está en su cintura. Su cometido es activar la metamorfosis en la Tierra.                             |
| Urié   | Es la mejor amiga de Raf. Es una apasionada de la fotografía y posee una máquina de fotos mágica, la Digi-dream, que puede fotografiar los sueños de las personas. Es sensible, ingenua y soñadora, alegre, espontánea y social. Su protegida en la Tierra es Jennifer y está emparejada con Cabiria. Tiene el pelo largo y castaño, rizado y atado en dos coletas a ambos lados de la cabeza. Talvota cuando se convierte en Terrenal los mantiene juntos en un pañuelo. Sus ojos son de color púrpura, mientras que su piel es de color ámbar. Su ropa está es de tonos amarillos, naranjas y verdes. | Los poderes de Urié son Natural Fly y se basan en la naturaleza. 1. Alas de flor: hace crecer lianas u otro tipo de vegetación, que se utiliza para bloquear al enemigo. 2. Alas de agua: puede «volar» bajo el agua. 3. Alas de tormenta: modificar las condiciones meteorológicas. 4. Ataque de las bestias: nuevo poder que le permite transformarse en cualquier animal. 5. Alas de salto: le permiten dar saltos enormes. 6. Prisma Fly: alas que expulsan la esencia cromática del sempiterno color amarillo. | Su mascota es Luci, una luciérnaga, cuya frase es «¡Flash!», y descansa sobre la flor que tiene Urié. Su función es activar la metamorfosis en la Tierra.         |
| Dulce  | Ingenua, alegre, le gusta hacer reír a sus amigas en cualquier momento, incluso cuando está triste. Le gusta no tomarse las cosas en serio, aunque a veces se muestra sabia. Su pasión es las compras y comer. Su terrenal es Eduardo, y su rival devil es Kabalé. Su estilo es elegante y se viste con colores rosas y lilas, que es el color de sus cabellos. | Su poder se llama Tecno fly y se basa en la tecnología. 1. Alas de sonido: Emite ondas sonoras que vuelven sordo temporalmente a quien las escucha. 2. Alas de vídeo: crea criaturas de la nada como un «robot arcángel» 1x06. 3. Alas de inmovilidad: permite cerrar cualquier cosa. 4. Alas de luz: alas que desprenden la eterna cromática de color rosa. | Su mascota es una mariposa llamada Butterfly, y su frase «¡frr!», se posa en su cara. Su misión es la de activar la metamorfosis en la tierra.                    |
| Miki   | Es una repetidora, gentil y generosa con todos, también con los demonios. Es deportista y le gusta mucho divertirse con los amigos. Es muy valiente y se adentra en las dificultades. Su mejor amiga es Raf, Urié y Dolce. Inicialmente su demonio adversario era Gas y su humano en la tierra era Mateo, luego, con el alejamiento de Raf y Sulfus, sustituyó a la amiga como ángel Andy. Miki viste con ropa deportiva, le gustan los pantalones de campana, las camisas largas. Sus cabellos azules están recogidos en una trenza que le cae en su espalda derecha y su parte derecha está cerrada por un objeto en forma de estrella. Tiene grandes ojos azules y sus colores son, el azul, el amarillo y el verde. | A Miki no le gusta la violencia, de hecho su poder, llamado Defense Fly, es de tipo defensivo. 1. Alas de muro: crea un muro dentro del cual puede resguardarse. 2. Alas de goma: crea una superficie sobre la que se resbala el adversario. 3. Alas de pegatinas: lanza pegatinas con la que inmoviliza al adversario. 4. Hielo: nuevo poder por el que crea hielo de la nada. 5. Prisma Fly: alas de color verde. | Su mascota es Lulú, una libélula que cuando no está activa se presenta como una estrella que tiene en el pelo. Su objetivo es activar la metamorfosis en Terrena. |
| Gabi   | Ángel guardián ya diplomado, está en la Tierra de Arkhan para controlar a Raf y asegurarse de que se queda lejos de Sulfus, con la excusa de hacer de tutor. En el episodio 21 decidió dejar de controlar a Raf, porque ella decidió olvidar a Sulfus, pero va al reino de Reina y se enamora de la joven Angel, decidiendo así quedarse a su lado y mantenerla lo más lejos de Sulfus. Lleva una camisa blanca abierta por alante, con pantalones oscuros, casi negros. Sus alas, siendo ya diplomado, son más grandes que los de otros ángeles. Tiene cabello rosados y ojos verdes. | Su poder se llama Star Fly. 1. Alas de telaraña: alas que capturan al enemigo con una red. 2. Maxin Fly: alas que ciegan al enemigo con rayos de luz. | |
| Arkhan | Es el sabio profesor de los ángeles, un arcángel severo pero afectuoso, que enseña «vida terrena positiva». Tiene cabellos blancos y ojos azules. Siempre lleva una túnica blanca. | 1. Sin Fly: alas que permiten interceptar transgresiones violencia, bugie e furti. | |
| Tyco   | Es un ángel visto durante la antigua civilización azteca. Se parece mucho a Raf y parece su versión masculina, infantil aunque Tyco tiene largos cabellos rubios con una ciocca rossa y ojos azules. Está enamorado de la demonio Sai, como Raf de Sulfus, pero intenta no admitirlo y hace todo para esconderlo. | 1. Radius Ala: alas de las que emanan rayos que golpean al enemigo. 2. Scutum Ala: alas escudo para defenderse como el Rock Fly de Raf. 3. Cuspis Ala: alas que lanzan frecce de luz. | su mascota es una araña que le ha dejado sai el día que los separaron para que no la olvidara                                                                     |

z

### Devils
Son los demonios que habitan Zolfanello City y tientan a los terrícolas.
| Nombre  | Descripción | Poderes | Mascota |
| ------- | --- | --- | --- |
| Sulfus  | Es el jefe del grupo de los demonios, cuyo nombre es Devil's Enemies. Es frío e implacable, soberbio y vanidoso, no se deja asustar por nadie y es prepotente. Adora irritar a Raf, de la que se enamoró desde el primer momento en que la vio. Ella está junto a él para asistir a Andy, pero después debido a la separación se encontrará enfrentado a Miki, quien vence la mayoría de las veces. Está celoso de Gabi, que siempre está alrededor de Raf. Sulfus viste como un motero, con chaqueta y pantalón de cuero, especialmente de color rojo, negro y gris. Sus cabellos son azul oscuro y siempre despeinados; sus ojos son de color amarillo y alrededor del izquierdo tiene un tatuaje de una estrella de color rojo. | Se basan en el contacto físico y se llama Power Fly. 1. Alas de fuego: crea fuego. 2. Macro Fly: permite su agrandamiento. 3. Alas de cuerpo: aumenta la fuerza de Sulfus, transformando su cuerpo en un conglomerado de músculos violeta. 4. Recover: nuevo poder de Sulfus, sana las heridas. En realidad sería un poder de ángeles, pero Sulfus lo obtiene por medio de su preocupación por Raf y su deseo de protegerla. 5. Prisma Fly: alas que lanzan la esencia cromática sempiterna de color rojo. | Su mascota es Basilisco, una serpiente coral cuya frase es «sshhtt». Cuando no está activo se transforma en el tatuaje que tiene en su antebrazo derecho. |
| Kabalé  | Devil amiga de Sulfus y su brazo derecho, siempre está sonriendo y esto le hace parecer un poco loca. Le gusta el desafío y arriesgar. al quale bara sempre Le gusta aparecer. Durante las prácticas su terrenal es Eduardo, mientras que su rival ángel es Dolce. Tiene un look punk llamativo y prefiere las faldas, se viste principalmente de tonalidad fucsia, gris y negro. | Se llaman Trasformer Fly y le permite de cambiar de forma. 1. Alas de invisibilidad: la vuelve invisible. 2. Alas dobles: crea muchas copias de Kabalé. 3. Alas de metamorfosis: le permite asumir casi cualquier forma. 4. Prisma Fly: alas que lanzan la esencia cromática sempiterna de color violeta. | Su mascota es Nosferatu, un murciélago cuya frase es «¡flap!», que reposa en su brazalete con pinchos.                                                    |
| Cabiria | Testaruda y determinada, no se rinde fácilmente. Es melancólica, fría, calculadora y la más inteligente den grupo. Pasa mucho tiempo reflexionando y adora engañar a los otros y urdir planes. Es una adoradora de las criaturas de la noche. Es la mejor amiga de Kabalé. Durante las prácticas asiste a Jennifer y combate contra Urié. Sus cabellos son largos y negros, un poco despeinados, con dos coletas lilas; su ojos son rosas. Sus colores son el violeta, de hecho tanto el chaleco como el pantalón que lleva son de este color. | Se basan en las tinieblas, de hecho su nombre es Dark Fly 1. Alas de oscuridad: hace aparecer la noche. 2. Alas salvajes: llama a los animales selváticos salvajes. 3. Alas de arena: reclama un viento caliente que vuelve árida la zona a su alrededor. 4. Hipnosis: poder por el cual puede hipnotizar a los otros. 5. Prisma Fly: alas que lanzan la esencia cromática sempiterna de color azul. | Su mascota es Aracno, una araña, que cuando no está activa se transforma en uno de sus pendientes.                                                        |
| Gas     | Amigo de Sulfus un poco tonto, y con sobrepeso porque su pasión es la comida, sobre todo la pizza, las hamburguesas y el helado. Su Ángel adversaria es Miki, pero después será Raf. Está enamorado de la profesora de los demonios, Temptel. Intenta comportarse duramente, pero es el devil más inocuo. Le gustan los piercing. Tiene cabellos cortos rojos y ojos marrones, siempre ocultos por unas gafas de sol. Su ropa como la de los compañeros Devils, es de un tono rojo oscuro, negro y lila, aunque su esencia cromática es naranja. Lleva principalmente camisetas y pantalones largos. | 1. Alas de terremoto: abre el terreno creando grietas que pueden «engullir» al enemigo. 2. Alas de roca:crea piedras que pueden derribar al adversario. 3. Alas de grasa: llena de grasa al adversario, y lo ralentiza. 4. Fuerza magnética: puede controlar a placer cualquier objeto metálico. 5. Prisma Fly: alas que lanzan la esencia cromática sempiterna de color naranja. | Su mascota es la rana Sapo, que se encuentra en su pulsera con pinchos.                                                                                   |
| Misha   | Joven y provocadora demonio guardián ya diplomada. Su deber es vigilar a Sulfus y controlar que esté lejos de Raf. Viene del reino de Reina, que hace que se enamore de Sulfus, de modo que Raf se vuelva celosa y hacer que se una más al demonio. Tiene largos cabellos rojos ondulados; lleva un corte negro, rojo y fucsia. | 1. Alas aromáticas: expulsa un perfume que seduce al enemigo. | |
| Temptel | Es la profesora de los demonios, de la que Gas está produndamente enamorado, pero no se da cuenta, sea porque es su alumno, sea porque no quiere estudiar. Enseña «Vida terrenal negativa». Tiene largos cabellos lisos, lleva un par de pendientes y viste un vestido azul oscuro largo y fino hasta el suelo. | 1. Guilty Fly: intercepta a los transgresores. 2. Fust Fly: amplía las grietas en las paredes | |
| Sai     | Es una demonio de la civilización azteca, muy apegada a Sulfus —como él tiene cabellos azules y un tatuaje rojo en forma de estrella alrededor de un ojo. Está enamorada de Tyco —como Sulfus de Raf—, pero, al contrario que él, no tiene miedo de admitir su amor. | 1.Agilis Ala: le permite saltar ágilmente. 2. Ignis Ala: alas que escupen fuego como Alas de fuego de Sulfus. | |

### Terrenales
Son los humanos que habitan Tierra y deben ser custodiados por los ángeles y tentados por los demonios.
| Nombre        | Descripción | Ángel(es) y/o demonio(s) adjudicados    |
| ------------- | --- | --------------------------------------- |
| Andy          | Le gustan los videojuegos. En el episodio 1x10 —por decisión de los profesores— el chico ya no será custodiado y tentado por ellos. Es el chico de Jennifer. En la primera novela de AF descubre que es adoptado. | Raf y Sulfus antes de incumplir el VETO |
| Jennifer      | Se distingue de sus amigas porque tiene un look natural y no sigue la moda del momento. Es la chica de Andy. | Urié y Cabiria                          |
| Eddy          | Sus padres están divorciados y él vive con su madre, aunque a veces ve a su padre. Es de familia pudiente. | Dulce y Kabalé                          |
| Matteo        | En seguida Gas será sustituido por Sulfus que durante el proceso por sacrilegio será sustituido por Cabiria. | Miki y Gas luego Miki y Sulfus          |
| Julia y Elena | Dos gemelas muy ricas que acaban de mudarse a la ciudad. Desconfían del prójimo porque en todas las escuelas en las que han estado los compañeros solo las querían por su dinero. | Raf y Gas                               |
| Bulli Boyz    | Grupo compuesto de Dario, Valerio y Paolo, tres niños que se divierten burlándose de los demás y haciendo travesuras. |                                         |
| Bad Girlz     | Grupo compuesto de Federica (morada), Annalisa (rubia pero lacio) y Fabiana (rubia rizada), siguen la moda del momento, son superficiales y pérfidas. Se divierten burlándose de las demás niñas como Jennifer, Julia y Elena. |                                         |
| Angela        | Era la esposa de Malaquía, así como la madre de Raf —de hecho la hija es idéntica a ella—, desapareció misteriosamente en un vórtice mientras jugaba con la pequeña Raf en el jardín de la Mistery house. Está prisionera en una campana de cristal, inmersa en un sueño profundo, con una criatura de la que se desconoce su identidad. |                                         |

## Enemigos

### Primera temporada
| Nombre   | Descripción | Poderes                                                                  |
| Reina    | Es una neutra —ni ángel ni demonio— despiadada, cruel y soberbia. Quiere vengarse de los ángeles y los demonios porque la tienen prisionera en el Limbo. De hecho, ha un tiempo era un ángel que se enamoró de un terrenal, Malachai. Para hacer que se enamorara de ella, robó su retrato de la Sala de los Retratos para someterlo a su voluntad A causa de este sacrilegio acabó encadenada en el Limbo. Quiere que Raf y sulfus se enamoren y se besen, porque un segundo sacrilegio la liberará. Vive escondida de los ángeles y los demonios gracias al Prisma Fly. Tiene la Esfera negra un ccéretro con varios poderes, entre ellos transformar al que lo posee en una bestia poderosa doblando su tamaño humano. | De ángel: 1. Electric Fly: una sacudida eléctrica golpea al adversario.  |
| Malachai | Misterioso hombre encapuchado, obedece ciegamente a Reina. Era un alquimista que vivió en el 1800, así como el terrenal adjudicado a Reina, se descubre después que es el verdadero padre de Raf. Se sacrifica para salvar la vida de su hija. Aunque no se le ve la cara, en 1x01 se puede observar que tiene el pelo de color azul en casi la totalidad de los episodios se le ve con capucha, y no se le ve la cara. | 1. Black Shield: alrededor de la esfera creada por Reina crea un escudo. |
| Pherox   | Monstruoso animal que vive en el Limbo, similar a un simio negro y blanco, con ojos rojos, responde a las órdenes de Reina. Tiene un mordisco venenoso del que no hay antídoto. |                                                                          |

## Doblaje
| Personaje | Italia               | España           | Japón                             |
| --------- | -------------------- | ---------------- | --------------------------------- |
| Ángeles   |                      |                  |                                   |
| Raf       | Patrizia Mottola     | Carmen Ambrós    | Yurina Hase                       |
| Urié      | Benedetta Ponticelli | Sara Polo        | Yutsuko Suyama                    |
| Dolce     | Francesca Bielli     | Flora Galisol    | Sumire Uesaka                     |
| Miki      | Marcella Silvestri   | Laura Pastor     | Haruna Iikubo                     |
| Gabi      | Davide Albano        | Juanito Mortimar | Kanata Hongō Después Taku Yashiro |
| Arkhan    | Antonio Paiola       | Omar Aranda      | Akio Ōtsuka                       |
| Tyco      | Patrizio Prata       |                  |                                   |
| Terence   | Lorenzo Scattorin    |                  |                                   |

| Personaje | Italia             | España        | Japón          |
| --------- | ------------------ | ------------- | -------------- |
| Demonios  |                    |               |                |
| Sulfus    | Simone D'Andrea    | Laura Pastor  | Akemi Okamura  |
| Kabalé    | Emanuela Pacotto   | Flora Galisol | Izumi Kitta    |
| Cabiria   | Maddalena Vadacca  |               |                |
| Gas       | Luca Bottale       | Iván Cánovas  | Daisuke Kishio |
| Misha     | Cinzia Massironi   |               |                |
| Zebel     | Luca Bottale       | Junji Majima  |                |
| Temptel   | Paola Della Pasqua |               |                |
| Sai       | Cristiana Rossi    |               |                |
| Scarlette | Cristiana Rossi    |               |                |

| Personaje | Italia               | España | Japón |
| --------- | -------------------- | ------ | ----- |
| Humanos   |                      |        |       |
| Andy      | Renato Novara        |        |       |
| Jennifer  | Elisabetta Spinelli  |        |       |
| Eddy      | Massimo Di Benedetto |        |       |
| Julia     | Renata Bertolas      |        |       |

| Personaje | Italia             | España | Japón |
| --------- | ------------------ | ------ | ----- |
| Neutrales |                    |        |       |
| Reina     | Alessandra Karpoff |        |       |
| Malachia  | Diego Sabre        |        |       |

## Argumento
Cuatro demonios y cuatro ángeles son enviados a la Tierra para recibir unos cursos cuyo objetivo es convertirse en ángeles o demonios de la guarda. Para ello tienen que asistir a las clases en un ala del colegio terrenal desconocida para los humanos donde estudian para convertirse en ángeles o demonios de la guarda. Cada una de las cuatro parejas formadas por un ángel y un demonio reciben un ser humano. Estos —ángeles y demonios— tienen que aprender a comunicarse con los humanos y guiarles y protegerles o tentarles y confundirles, respectivamente, sin tocarlos jamás ni tomar decisiones por ellos.
Sulfus, un demonio, y Raf, un ángel, se enamoran, no sin dificultades debido a Reina un ser imparcial  —ni ángel ni demonio— atrapada en el Limbo y Malachai —pronúnciese Malakai—, el hombre a quien amaba. Reina fue castigada porque robó el cuadro de Malachai de la Sala de los retratos para que se enamorara de ella y fuera suyo para siempre, cometiendo así el peor de los sacrilegios, por lo que fue encerrada y odiada tanto por ángeles como por demonios, dejando de ser considerada ángel (lo que era antes de ser encerrada en el Limbo).
Después de capturar a sus amigos, Reina dice a Raf que ella nació humana y que sus padres fueron asesinados por un conflicto entre ángeles y demonios y por esto las altas esferas la adoptaron. Reina engaña a Raf para que entre en la Sala de los retratos, diciéndole que así podrá ver el retrato de sus padres, pero no es sino un engaño para que así descubra la verdadera identidad de sus padres.

## Tiempo y edad
Un «astro» corresponde a un año humano, mientras que la edad de los demonios se mide en «rayos» la de los ángeles en «estrellas».

## VETO (No ver tocar exponerse)
Ángeles y demonios no se pueden tocar a menos que estén en forma de terrenales ya que si lo hacen estarían incumpliendo con esta norma.
Los demonios y los ángeles deben impedir o favorecer actitudes buenas y malas en los humanos a los que protegen. Para ello pueden transformarse en humanos y de esta forma pueden interactuar con los humanos. Lo que no pueden hacer es interferir en las decisiones de los sujetos. Para ello existe el veto, por este veto que significa: nO Ver, Tocar, Exponerse, solo pueden ser vistos en su forma humana, no pueden tocar a los humanos y no pueden decidir por los humanos.
La única forma que tienen para interactuar con los humanos es compitiendo en la Sala de los desafíos en su forma celestial o demoníaca con sus poderes, una vez que ganan pasan a transformarse en humanos y a hablar con los sujetos que les asignan. Mientras, el ángel o demonio perdedor solo puede esperar su turno sin ser visto hasta que termina el ganador.
En la Sala de los retratos están los retratos de los humanos, cuando son tentados ponen caras malvadas, pero cuando son guiados por los ángeles ponen cara de buenas personas.

## Lugares e instalaciones
| Angie Town          | Es la ciudad donde habitan los ángeles, es similar a la ciudad terrenal, contiene negocios, escuela, hoteles, pero está todo transformado en formato angelical. |
| Devil Town          | Es la ciudad de donde provienen los demonios, es una metrópoli, solo que reina el caos. |
| Ciudad De La Tierra | Es la ciudad de los humanos que vienen a ser custodiados de los ángeles y demonios. No se conoce su nombre, pero se parece mucho a las metrópolis europeas. |
| Escuela Golden      | Es la escuela donde estudian los humanos. Se encuentra en la ciudad terrenal, es un edificio antiguo e imponente, contiene estancias misteriosas desconocidas para los humanos que los demonios y ángeles habitan. En su interior, prácticamente en su centro, se encuentra el Ala Central, donde estudian los sempiternos, y en ese corredor está la «Sala De Los Desafios», donde para disputarse el turno de guiar/tentar combaten los ángeles y demonios con sus poderes. En la torre de la escuela se encuentra «Soñatorio» donde duermen los ángeles, mientras que en el subsuelo están «Los incubadores», los dormitorios de los demonios. |
| Mistery House       | Es la casa donde viven Reina y Malachai después de haber dejado el Limbo. En seguida se descubre que es la casa donde nació y se crio Raf durante su infancia como terrenal, pertenece a sus progenitores Malaquía y Angela. |

## Publicaciones

### Cómic
La publicación del cómic de Angel's Friends como parte de Play Press dio inicio en marzo del 2007 con una periodicidad mensual, bimestral desde el número 11 —febrero de 2008. La versión impresa es obra de las agencias Red Whale y Yellow Whale, escrita por Bruno Enna y diseñada por Giada Perissinotto. La publicación se intrrumpió en el año 2008 con la publicación del número 14.

### Capítulos del cómic
| Volumen 1 "No es un volumen" "Angel's Friends" | ISBN            |  |
| Volumen 1 "No es un volumen" "Angel's Friends" | ISBN 1234567890 |  |
| |                 |  |
| Contiene los capítulos: Il Giorno EternoL'OsservatoreSolo Due Passi Un Piccolo MaleLa Città degli AngeliL'Ombra di SulfusIl NeutromanteSpiffera-SegretoIl CustodeMai Più InsiemeL'Altra Faccia dell'AmoreIl Punto SensibileTra Sogno e RealtàUna Scintilla nel Cuore |                 |  |

### Revista
- AttaccaStacca
- Albo Mágico
- Colora Angel's Friends
- Puzzle Test
- Storie Adesive

### Libros
- Angel's Friends - Diario segreto, Giunti Junior, 2009, 130 páginas. ISBN 978-88-09-74428-8
- Rosalba Troiano, Il mondo di Angel's Friends, Giunti Junior, 2009, 132 páginas. ISBN 978-88-09-05839-2 Aún sin publicar

### Novelas
- Rosalba Troiano, Segreti e ombre alla Golden School, Giunti Junior, 2009, 288 páginas. ISBN 978-88-09-74427-1
- Rosalba Troiano, Tutta colpa di un bacio, Giunti Junior, 2009, 256 páginas. ISBN 978-88-09-74982-5
- Rosalba Troiano, Tra sogno e realtà, Giunti Junior, 2011[2], 128 páginas. ISBN 978-88-09-75887-2

## Televisión
La serie de animación está producida por R.T.I., Mondo Tv y Play Entertainment, bajo la dirección de Orlando Corradi y el diseño y dibujos de Francesco Arlanch y Francesco Balletta. De todas maneras, la primera en realizar la serie de animación, de un total de 26 episodios de 20 minutos fue la ditta Stranemani, pero durante el Festival del cómic de Cannes fue elegida la versión de Mondo Tv. La versión creada de Stranemani presentaba un diseño de los personajes idéntico al cómic. Los episodios del 27 al 52 se están emitiendo en Boing España los fines de semana a las 12:50 

### Episodios
| Temporada         | Episodios | Estreno en Italia     |
| ----------------- | --------- | --------------------- |
| Primera temporada | 52        | 12 de octubre de 2009 |

| Episodio | Título                                                                           | Escritor                       | Director     | Primera emisión         |
| --- | -------------------------------------------------------------------------------- | ------------------------------ | ------------ | ----------------------- |
| 1 | «Volare con le proprie Ali» «Volando con sus propias alas»                       | Orlando Corradi                | Simona Ferri | 12 de octubre de 2009   |
| Raf abandona Angie town para empezar sus prácticas como ángel guardián en la tierra. Tras un aterrizaje forzoso en la tierra casi la atropella un camión, pero se da cuenta de que en forma angelical son invisibles para los humanos y transparentes. Cuando el camión le pasa oye unas risas, y ve a un diablo apoyado que parece estar esperándola. Aun confusa Raf descubre que es Sulfus, el cual se muestra un poco arrogante. Después de ese encontronazo Raf va a la clase de los ángeles y allí el profesor le explica lo que tiene que hacer. Andy será su humano y gracias al veto demonios y ángeles no pueden tocarse, tienen que enfrentarse a ellos en la sala de los desafíos para descubrir quien hace el primer movimiento con el humano. Raf se asusta al ver a un encapuchado en pasillo de la sala de los desafíos. En ese momento llega Sulfus y descubren que son los dos guardianes de Andy. Sulfus le dice que elija el desafío y ella elige una carrera de surf. Sulfus intenta alcanzar a Raf a toda costa pero cuando ve que es más rápida que él, finge que se ahoga para distraerla. Raf pica e intenta salvarle pero lo único que hacen es romper el veto. Sulfus se hace pasar por un repartidor y tienta a Andy con un videojuego que acaba de salir para que no cuide de su hermana y lo consigue, mientras Raf intenta cuidar de la niña pero realmente eso no es lo que tenía que hacer y por eso ha perdido y así se lo hace saber el profesor. En el limbo, Reina, una misteriosa mujer, comienza a espiarles. |                                                                                  |                                |              |                         |
| 2 | «Amiche per la Pelle» «Amigas para siempre»                                      | Orlando Corradi                | Simona Ferri | 13 de octubre de 2009   |
| Raf tiene una pesadilla muy fuerte, pero consigue calmarse gracias a Urié, que la ha visto moverse en sueños y le ha hecho una foto lo que provoca que Raf se enfade pero Urié le pide perdón y le dice que aprobara las prácticas. Entran dos ángeles más que las estaban escuchando, Miki y Dulce. Miki les advierte que las prácticas son muy duras y que muchos ángeles fracasan. Descubren que ella es una de ellas, pero que por repetir no se va a dar por vencida y le dice a Raf que le demuestre a Sulfus quien es en realidad. También Dulce le dice que si alguna vez está en un apuro de verdad que las llame y volaran hasta donde este. Raf decidida va a buscar a Sulfus, el cual demuestra una vez más que es el mejor de su clase, un fuera de serie, pero sus amigos descubren que está un poco raro. Sulfus está dolido por romper el veto porqué la herida le duele mucho. Entonces se encuentra con Raf que le dice que no se va a librar tan rápido de ella si eso es lo que él cree y él se muestra muy arrogante, metiéndose con ella. Jacobo está siendo acosado por una pandilla de chicos y Sulfus está satisfecho pero Raf le dice que eso no es justo, pero de repente ven a Andy. Raf está convencida de que le va a echar una mano a su amigo pero fracasa, así que le dice a Sulfus que elija el desafío. Aparecen en devil´s town y Sulfus le dice que es una carrera de velocidad, pero se saca a un dragón, entonces Raf dice que no hay que huir siempre y se choca contra un muro que hace que la acorrale el dragón. Sulfus, al cual se le nota que le gusta un poco ella, grita su nombre, como preocupado. Raf llama a sus amigas las cuales se encargan del dragón y Raf consigue ganar a Sulfus. Reina que les observa tiene un macabro plan para unirlos definitivamente, debido a que ve la atracción que hay entre Raf y Sulfus. |                                                                                  |                                |              |                         |
| 3 | «Povero Diavolo» «Pobre diablo»                                                  | Orlando Corradi                | Simona Ferri | 14 de octubre de 2009   |
| Raf está escribiendo en su diario todo lo que le ha pasado desde que llegó. Su primer día no fue bueno y el segundo tampoco empezó muy bien pero gracias a sus amigas consiguió vencer a Sulfus y poder hacer así el primer movimiento con Andy. Malakai encuentra el pañuelo con las lágrimas de Raf. Ella descubre que a Jacobo se le dan muy bien los perros y entonces se hace pasar por una cuidadora de perros que hace que persigan a Andy. Así Jacobo lo salva. Raf quiere hacer ver a Andy que no se abandona a un amigo cuando nos necesita. Sulfus piensa que Raf ha hecho el movimiento contrario y que va a ganar, pero no. Los bully boys se acerca a Jacobo para que se tire a la fuente pero Andy se tira por él. Así que Raf gana haciendo que Andy vea que la amistad es lo más fuerte. El profesor le felicita pero ella dice que el mérito es de sus amigas que sin ellas no hubiera comprendido el valor de la amistad. Mientras Sulfus se lleva la reprimenda de la profesora y las burlas de sus amigas Cabiria y Kabalé pero él no va a admitir que un ángel le ha ganado. Llega a su habitación y tira las sillas de la rabia pero le duele mucho la mano por lo que se sienta en la cama y piensa que es un error que haya roto el veto. Reina necesita el guante de Sulfus. |                                                                                  |                                |              |                         |
| 4 | «La vera Bellezza» «La verdadera belleza»                                        | Orlando Corradi                | Simona Ferri | 15 de octubre de 2009   |
| A veces uno no está a gusto con su cuerpo que es lo que le pasa a Urié. Pero no solo a ella, Jennifer es acosada por las chicas pop y eso hace que se desanime. La profesora Tempel anima a Cabiria a que haga que Jennifer cambie por completo. Gas se queda empanado mirando a la profe y Kabalé le dice que debería cambiar un poco de estilo, que se fijara en el guante de Sulfus. Pero a este no le hace ninguna gracia y Kabalé le dice que si no tiene nada que se lo quite pero él no quiere porque no le da la gana que le vean la marca pero ha desaparecido, así que Sulfus le da el guante a Gas, el cual se piensa que va a ser irresistible pero se equivoca. Urié y Cabiria se enfrentan para ver quien hace el primer movimiento con Jennifer. Cabiria gana y aconseja a Jennifer de que vaya al centro de estética para que la cambien de pies a cabeza, pero Urié actúa a tiempo haciéndole ver que lo mejor es ser uno mismo. Por tanto Urié gana y mira por donde Andy empieza a salir con Jennifer. Gas tira el guante y Malakai lo coge y se lo lleva a Reina, que ya tiene todo lo necesario para llevar a cabo su plan. |                                                                                  |                                |              |                         |
| 5 | «Le regole del Gioco» «Las reglas del juego»                                     | Orlando Corradi                | Simona Ferri | 16 de octubre de 2009   |
| Cada uno encuentra la manera de divertirse. Eddie monta una partida de póker con los amigos a la que acude Kabalé a hacer de las suyas. Mientras Raf, Urié y Dulce se encuentran en el centro comercial. A Dulce le gusta la ropa de moda pero Raf le dice que hay que seguir a los humanos aunque bien es cierto que ella no debería estar allí, y se lo hacen saber Sulfus y Cabiria que evidentemente no iban a dejar a sus ángeles solos. Kabalé interviene y pone a Eddie en un lio muy gordo, pues el dinero de Charlie no era suyo y su padre lo está pasando mal en el trabajo pero Eddie no va a devolvérselo porque quiere comprarse una moto, pero dice que se lo pensara. Dulce y Kabalé se baten en duelo el cual gana Dulce pero no logra convencer a Eddie de que devuelva el dinero porque Kabalé se mete en medio. El profesor le dice a Dulce que no se preocupe ella ha actuado correctamente sin violar el veto aunque la diabla lo haya violado. Entonces Raf piensa si Sulfus también es así. Reina lo tiene todo listo. |                                                                                  |                                |              |                         |
| 6 | «Protezione» «Protección»                                                        | Orlando Corradi                | Simona Ferri | 19 de octubre de 2009   |
| Los profesores los dejan solos durante el fin de semana. Reina suelta la araña negra con el fin de que pique a Raf y Sulfus. Los ángeles se dirigen a la cafetería. En la habitación de Sulfus, este está tumbado en la cama, no tiene ninguna intención de jugar con los angelitos, porque como no los pueden tocar no es divertido (realmente no quiere hacerle daño a Raf) pero al final lo convencen diciéndole que a lo mejor es que tiene miedo de enfrentarse a ella, después de haberle ganado el desafío. El que es muy orgulloso evidentemente le dice que no tiene miedo a nada ni a nadie pero que no mola si no pueden tocarles, pero Kabalé le dice que no hace falta tocarles. En la cafetería Urié llega un gran trozo de pastel y cuándo va a comérselo Kabalé le lanza algo que hace que acabe dentro del pastel, pero esta contraataca tirándole el plato a Cabiria, lo que hace que se desencadene una guerra de comida, hasta que Sulfus le tira a Raf un plato de espaguetis en toda la cara. Ésta cansada les dice que lo mejor es que vayan a la sala de los desafíos que allí lo harán mejor. En la sala de desafíos Dulce crea un robot arcángel. Kabalé se transforma e intenta hacer pedazos al robot pero no está haciendo nada, así que Sulfus le prende fuego y Urié con las alas de tiempo lo desintegra. Raf provoca a Sulfus lo que hace que él vaya a por ella pero cada vez que la mira la cicatriz del contacto le hace que le duela más, sabe que se está enamorando de ella pero no puede tocarla delante de sus amigas. Por tanto Raf y Sulfus acaban en la sala de los desafíos y ella le pregunta por qué han vuelto allí, y él se transforma. Ella le dice que no se pueden transformar sin motivo y él le dice que las reglas están para romperlas y que tiene un motivo válido, y que se transforme, pero ella no quiere pero él le dice que si tiene miedo, entonces ella se trasforma, y da lugar a una carrera por toda la escuela, que acaba en la puerta de la sala de los desafíos que es donde les pica la araña. Durante esa carrera descubrirán que algo está surgiendo entre ellos (antes de que les pique la araña). Entonces él la coge de las manos y le dice que si está bien, ella le dice que si pero que algo le ha picado, él dice que a él también y que es mejor que no cuenten a nadie lo sucedido. Mientras en el limbo Reina esta eufórica la primera parte del plan ha hecho efecto.enviando a una araña para que pique a Raf y Sulfus. |                                                                                  |                                |              |                         |
| 7 | «Verità e bugie» «Verdad y mentiras»                                             | Orlando CorradiOrlando Corradi | Simona Ferri | 20 de octubre de 2009   |
| Raf se encuentra fatal y sus amigas llaman al profesor, al que todo parece que vaya normal pero Raf siente calor, escalofríos y el estómago revuelto como lleno de mariposas. Así que el profesor la lleva a la enfermería. Sus amigas descubren que Sulfus también está enfermo y no saben porque tanta coincidencia. Andy también está enfermo y Jennifer quiere ir a un concierto pero su madre no la va a dejar ir sola. Jennifer le miente diciendo que ya sabe a quién se lo va a pedir, por tanto Urié y Cabiria se ponen manos a la obra. En la enfermería Raf y Sulfus se encuentran pero ninguno de los dos articula palabra, ya que los profesores están con ellos. Urié gana el desafío pero realmente gana Cabiria que le vende a Jennifer una entrada de primera fila que hace que no pueda resistir la tentación. En la enfermería Raf y Sulfus son examinados y parece todo normal. Reina ve que su libertad está cerca, ya hay síntomas de enamoramiento. Los profesores en el patio comparan la situación y Tempel no tiene ninguna duda de que los síntomas que padecen Raf y Sulfus son de estar enamorándose. Arkam dice que tienen que procurar que eso no pase. |                                                                                  |                                |              |                         |
| 8 | «Chi Semina Vento Raccoglie Tempesta» «Quien siembra vientos recoge tempestades» | Orlando Corradi                | Simona Ferri | 21 de octubre de 2009   |
| Raf está escribiendo en su diario. Sulfus sale de su habitación, no puede dormir. Raf mira a la ventana y de repente ve a Sulfus y sonríe. El pasa más cerca haciendo que sus miradas se crucen. Raf ya está lista para dormir. Mientras, Eddie va a coger su moto y le atraca alguien. Dulce y Kabalé saben quién es y tienen muy claro lo que cada una quiere hacer. Al día siguiente Dulce está muy nerviosa y les cuenta a las demás lo ocurrido. Dulce quiere hablar con el profesor pero este no va a asistir a clase. Kabalé se relame quiere llevarle a su terreno y esta es una buena oportunidad. Sulfus está preocupado que les den el día libre así sin más es muy raro. Las guardianas de Eddie van a su casa. Y se disponen a batirse en duelo. Mientras los profesores quieren descubrir que pasa si un ángel y un demonio se enamoran y encuentran un libro con la leyenda de Tyco y Sai, unos personajes muy parecidos a nuestros protagonistas, cuya historia es muy similar, pero ellos con su beso destruyeron su civilización, algo que no quieren que ocurra con Raf y Sulfus. Kabalé gana y le dice a Eddie que tiene que vengarse pero Dulce logra que no se produzca la venganza. |                                                                                  |                                |              |                         |
| 9 | «Vita da Terreno» «Vida en la tierra»                                            | Orlando Corradi                | Simona Ferri | 22 de octubre de 2009   |
| La prueba de los chicos esta vez es que tienen que pasar un día entero sin poderes, como humanos para conocer mejor a los humanos. El ambiente entre ángeles y demonios siempre es muy tenso, así que al principio discuten pero Raf logra calmar los ánimos, así que cada uno va por su lado. Los demonios van al parque, Kabalé pincha la pelota a unos niños y Cabiria dice que el sol en la piel es agradable pero que no quiere perder su palidez de cadáver. Sulfus le dice que se calle, porque justo en ese momento aparecen los ángeles y Sulfus piensa que la diversión no ha hecho más que empezar. Kabalé empuja a Dulce al estanque, Raf le tira a Sulfus un puñado de barro lo cual le imitan las demás. Los diablos cabreados persiguen a sus ángeles, Sulfus hace caer a Raf, pero este se paraliza en cuanto la mira a los ojos. Deciden ir al centro comercial, allí podrán cambiarse. Malakai encierra a Miki y a Gas. Sulfus les propone a las chicas que si van a comer algo y Raf está de acuerdo. Malakai les dice que hacen una buena pareja, pero ellos un poco molestos le dicen que no lo son. A Dulce y a Kabalé les hecha una salsa especial para que tengan que abandonar. Raf culpa a Sulfus de lo sucedido pero él no tiene nada que ver y le recrimina que ella estuvo de acuerdo, así que Raf desafía a los demonios a una carrera de karts. Raf y Sulfus pierden el control del coche y salen despedidos hacia la playa. Allí se dan cuenta de que algo no va bien, alguien pretende hacerles algo. Pero la única verdad es que están solos y que hay sentimientos que uno no puede esconder, a través de la excusa de que bonita la puesta de sol, Sulfus la mira e intentan juntar sus manos pero las mascotas lo impiden. Aparecen en la escuela delante de sus profesores, los cuales les dicen que no tienen ni idea de lo que han podido hacer y que tendrían que tomar medidas. |                                                                                  |                                |              |                         |
| 10 | «Divisi» «Divididos»                                                             | Orlando Corradi                | Simona Ferri | 23 de octubre de 2009   |
| Los profesores ya saben a ciencia cierta de que entre Raf y Sulfus hay algo, por tanto deciden separarles. Raf será la rival de Gas y Miki la de Sulfus, y como consecuencia nuevos humanos. A Raf le tocan dos gemelas ricas que tienen miedo de que en la escuela la gente quiera solo acercarse a ellas por su riqueza y no por lo que son. Deciden no ir a la escuela, pero Raf hará todo lo posible porque vayan así que se produce el desafío de Raf y Gas. Gana el demonio y se hace pasar por el chofer de las chicas las cuales bajan en un sitio muy sucio. Pero Raf les ayuda a ir a la escuela y les dice que no se preocupen que encontraran amigos de verdad. Todas felicitan a Raf y Sulfus ha vuelto a ser el diablo fuerte y genial que siempre ha sido o al menos eso es lo que hace creer a sus amigos. |                                                                                  |                                |              |                         |
| 11 | «Appuntamento Segreto» «Cita secreta»                                            | Orlando Corradi                | Simona Ferri | 26 de octubre de 2009   |
| Reina traza otro plan para juntar a Raf y Sulfus. Envía unas notas, para que se vean en la sala de los desafíos. Cuando los chicos ven la nota no saben que es lo que pasa realmente. Cuando se disponen a ir a esa cita se encuentran con sus amigos, a los cuales los profesores les han advertido que no les pierdan de vista. Gas y Kabalé llevan a Sulfus al centro comercial, donde Cabiria intentara tentar a Jennifer, sobre el regalo de cumpleaños de Andy. Los ángeles llegan a tiempo. Raf advierte a Urié que se dé prisa si no quiere que su humana se convierta en una ladrona. El ambiente es muy tenso, Raf y Sulfus no saben porque sus amigos los están sobreprotegiendo tanto, y acaban contándoles las ciertas sospechas de que entre ellos pudiera haber algo. Raf dice claramente que se han vuelto locos si piensan que entre ellos hay algo. Se van. Urié se queda a ayudar a Jennifer que al final no tomara la decisión de robar el mp3. Mientras en la escuela Raf y Sulfus acuden a la cita, Sulfus le recrimina que si no puede si verle porque le envía la nota, pero Raf le dice que ella no sabe nada de la nota, en todo caso que él la había llamado. Mientras están discutiendo la sala de los desafíos se abre y les atrapa un torbellino. Reina está feliz. Han picado el anzuelo. |                                                                                  |                                |              |                         |
| 12 | «Prigionieri del Cuore» «Prisioneros del corazón»                                | Orlando Corradi                | Simona Ferri | 27 de octubre de 2009   |
| Tanto las amigas de Raf como las de Sulfus están preocupadas porque misteriosamente han desaparecido. No saben que puede estar pasando pero Gas no tardara en descubrirlo. Este está en la habitación lamentándose por haberle ocultado a Sulfus, que la profesora no quería que le perdieran de vista, cuando de repente ve un papel en el suelo, lo coge y lee la nota. En el túnel de la sala de desafíos se encuentran las amigas de Raf y Sulfus y descubren que les han tendido una trampa por lo que deciden ir a buscarles. Caen al mismo torbellino que atrapo a Raf y Sulfus. Estos están en una celda, atrapados por una cadena que no les deja moverse. Se preguntan dónde están, pero ninguno tiene respuesta posible. Mientras las demás caen en un bosque, otra trampa de Reina para que no encuentren a Raf y Sulfus. En la mazmorra Sulfus intenta romper las cadenas pero es imposible y ambos se imaginan que es una trampa. Raf le dice que le perdone porque le ha culpado injustamente y él le dice que porque le perdona, ambos dicen que desde que rompieron el veto tienen una especie de sensación de que algo está pasando. Las amigas siguen sin rumbo fijo, no saben dónde ir por lo que deciden unas ir andando y otras volando. Sulfus tiene miedo de no poder salir de allí, pero Raf decide ser optimista. Se le ocurre la idea de que si en forma inmortal no pueden romper las cadenas que a lo mejor si se transforman en humanos. El plan resulta, y por eso como que se dejan llegar un poco y se lanzan uno a los brazos del otro, pero cuando descubren que están demasiado cerca se cortan mucho, pero hay miradas que matan. Descubren que la reja está abierta. Mientras las chicas tienen una sensación extraña de que alguien no quiere que encuentren a sus amigos. |                                                                                  |                                |              |                         |
| 13 | «Labirinto Mortale» «Laberinto mortal»                                           | Orlando Corradi                | Simona Ferri | 28 de octubre de 2009   |
| Raf y Sulfus escapan e la prisión convirtiéndose en humanos mientras tanto las otras se enfrentan al poder de la Reina |                                                                                  |                                |              |                         |
| 14 | «Scontro Frontale» «Cara a cara»                                                 | Orlando Corradi                | Simona Ferri | 29 de octubre de 2009   |
| Raf y Sulfus se enfrentan a un minotauro y las otras siguen luchando contra los obstáculos que hay para llegar |                                                                                  |                                |              |                         |
| 15 | «L'inganno di Reina» «El engaño de Reina»                                        | Orlando Corradi                | Simona Ferri | 30 de octubre de 2009   |
| Reina empeñada en lograr su liberación intenta mantener a Raf y Sulfus aislados para que se besen. |                                                                                  |                                |              |                         |
| 16 | «Guardian Angel, guardian Devil» «Ángel de la guarda, diablo de la guarda»       | Orlando Corradi                | Simona Ferri | 2 de noviembre de 2009  |
| Sulfus está herido pero Raf le ayuda a seguir las otras han vencido el poder de la Reina |                                                                                  |                                |              |                         |
| 17 | «Giocare col Fuoco» «Jugando con fuego»                                          | Orlando Corradi                | Simona Ferri | 3 de noviembre de 2009  |
| Los humanos preparan una excursión pero Jenifer está enferma |                                                                                  |                                |              |                         |
| 18 | «Alle grotte di Oscuria» «Las cuevas de la Oscuridad»                            | Orlando Corradi                | Simona Ferri | 4 de noviembre de 2009  |
| Todos, ángeles y demonios, y humanos van a las cuevas de la oscuridad, pero Malakai transformado en chófer y enviado por Reina los guía hasta otras cuevas que son peligrosas. |                                                                                  |                                |              |                         |
| 19 | «Vite in Pericolo» «Vidas En Peligro»                                            | Orlando Corradi                | Simona Ferri | 5 de noviembre de 2009  |
| Las gemelas y Mateo quieren entrar en la cueva, de repente comienza a caer una lluvia contaminada creada por Reina que hace que los humanos de Raf y Sulfus se refugien y queden atrapados en la cueva, mientras, los otros se refugian en el autobús. |                                                                                  |                                |              |                         |
| 20 | «Dal Tramonto all' Alba» «Del Atardecer Al Amanecer»                             | Orlando Corradi                | Simona Ferri | 6 de noviembre de 2009  |
| En la cueva Raf y los humanos son atacados por una bestia, mientras que fuera de ella los humanos, ángeles y demonios luchan contra los ferox enviados por Reina. |                                                                                  |                                |              |                         |
| 21 | «Minacce all' Orizzonte» «Amenazas En El Horizonte»                              | Orlando Corradi                | Simona Ferri | 9 de noviembre de 2009  |
| El padre de Eddie no llega a casa y este se desanima y ángeles y demonios intentan hacer que no se porte bien, o todo lo contrario. |                                                                                  |                                |              |                         |
| 22 | «Ventiquattro Ore» «24 Horas»                                                    | Orlando Corradi                | Simona Ferri | 10 de noviembre de 2009 |
| Urié y vuelven a la academia los demonios y ángeles se preparan para el torneo de Luz y sombras. |                                                                                  |                                |              |                         |
| 23 | «Sull' Orlo del Baratro» «Al Borde Del Abismo»                                   | Orlando Corradi                | Simona Ferri | 11 de noviembre de 2009 |
| Se celebra el mítico enfrentamiento de luz y sombra en el que el ganador podrá expulsar a un demonio o ángel de la escuela. |                                                                                  |                                |              |                         |
| 24 | «La Rivincita delle Angels» «'La Revancha De Los Ángeles»                        | Orlando Corradi                | Simona Ferri | 12 de noviembre de 2009 |
| Los demonios van dos a cero y faltan dos combates por realizar. Es el turno de Urié contra Kabalé y Raf contra Sulfus. |                                                                                  |                                |              |                         |
| 25 | «Nella Trappola del Tempo» «En La Trampa Del Tiempo»                             | Orlando Corradi                | Simona Ferri | 13 de noviembre de 2009 |
| Raf y Sulfus se quedan atrapados en el tiempo |                                                                                  |                                |              |                         |
| 26 | «Due Coppie, un Destino» «Dos Parejas, Un Destino»                               | Orlando Corradi                | Simona Ferri | 16 de noviembre de 2009 |
| Raf y Sulfus se pelean como la leyenda de Tico y Sai pero al final terminan besándose |                                                                                  |                                |              |                         |
| 27 | «Sacrilegio» «Sacrilegio»                                                        | Orlando Corradi                | Simona Ferri | 9 de enero de 2010      |
| Después del beso Raf y Sulfus vuelven a la escuela, la Reina ha quedado libre y un terremoto acecha la escuela |                                                                                  |                                |              |                         |
| 28 | «Procedimento Disciplinare» «Procedimiento Disciplinario»                        | Orlando Corradi                | Simona Ferri | 10 de enero de 2010     |
| Raf y Sulfus tiene abierto un procedimiento disciplinario pero sus amigos les ayudarán |                                                                                  |                                |              |                         |
| 29 | «Addio alla Golden School» «El Juicio»                                           | Orlando Corradi                | Simona Ferri | 16 de enero de 2010     |
| En el juicio los profesores ecien que elijan las ALTAS ESFERAS y las BAJAS ESFERAS lo que hacer con Raf y Sulfus |                                                                                  |                                |              |                         |
| 30 | «L'ultima Chance» «La Última Oportunidad»                                        | Orlando Corradi                | Simona Ferri | 17 de enero de 2010     |
| Las esferas deciden que Raf y Sulfus tienen que dejar la escuela pero ambos quieren despedirse del otro |                                                                                  |                                |              |                         |
| 31 | «Detective Sempiterni» «Detectives»                                              | Orlando Corradi                | Simona Ferri | 30 de enero de 2010     |
| Las amigas de Raf se meten en los sueños de Raf para averigÜar algo |                                                                                  |                                |              |                         |
| 32 | «Sogno o Realtà?» «¿Sueño O Realidad?»                                           | Orlando Corradi                | Simona Ferri | 31 de enero de 2010     |
| Los profesores Temptel y Arkán van al limbo para ver si la neutra estás mientras tanto los Serafines y los Malévolos han venido a por Raf y Sulfus |                                                                                  |                                |              |                         |
| 33 | «Innocenti» «Inocentes»                                                          | Orlando Corradi                | Simona Ferri | 6 de febrero de 2010    |
| Los serafines y los malévolos han venido a por Raf y Sulfus mientras tanto los ángeles intentan demostrar la inocencia de estos |                                                                                  |                                |              |                         |
| 34 | «La Leggenda di Reina» «La Leyenda De Reina»                                     | Orlando Corradi                | Simona Ferri | 7 de febrero de 2010    |
| Los profesores le cuentan a todos la leyenda de Reina... |                                                                                  |                                |              |                         |
| 35 | «Scorciatoie Pericolose» «Atajos Peligrosos»                                     | Orlando Corradi                | Simona Ferri | 7 de febrero de 2010    |
| Andy ha perdido el partido de baloncesto y ya nadie le habla excepto Jennifer cogerá Andy el camino correcto... |                                                                                  |                                |              |                         |
| 36 | «Colpi Bassi» «Golpes Bajos»                                                     | Orlando Corradi                | Simona Ferri | 13 de febrero de 2010   |
| El padre de Eddie (Eduardo antes) no cumplió su promesa y este pone la clase patas arriba y Jennifer le ve que hará... |                                                                                  |                                |              |                         |
| 37 | «Riconquistare Terreno» «Reconquistando Humanos»                                 | Orlando Corradi                | Simona Ferri | 14 de febrero de 2010   |
| Tanto los Ágeles como los Diablos tienen que reconquistar a los humanos en salas de desafíos... |                                                                                  |                                |              |                         |
| 38 | «Mistery Party» «Una Fiesta Tenebrosa»                                           | Orlando Corradi                | Simona Ferri | 14 de febrero de 2010   |
| Reina prepara una fiesta para los humanos pero Ángeles y Diablos acudirán... |                                                                                  |                                |              |                         |
| 39 | «Dolcetto... o Scherzetto?» «Truco o Trato?»                                     | Orlando Corradi                | Simona Ferri | 20 de febrero de 2010   |
| Tanto ángeles como Diablos van a la fiesta y descubren que es una trampa de Reina |                                                                                  |                                |              |                         |
| 40 | «Per Sempre Insieme» «Juntos para siempre»                                       | Orlando Corradi                | Simona Ferri | 21 de febrero de 2010   |
| Dulce, Kabalé, Miki, Gas, Urié, Cabiria han caído en la trampas de Reina pero Raf y Sulfus encuentran a Reina y los dos tienen un sueño el de su boda |                                                                                  |                                |              |                         |
| 41 | «Faccia a Faccia con Reina» «Cara a cara con Reina»                              | Orlando Corradi                | Simona Ferri | 21 de febrero de 2010   |
| Reina habla con Raf y Sulfus mientras los demás quedan liberados |                                                                                  |                                |              |                         |
| 42 | «La Prova» «La prueba»                                                           | Orlando Corradi                | Simona Ferri | 27 de febrero de 2010   |
| Después de Reina le dijera a Raf que no es un Ángel ella le pide una prueba |                                                                                  |                                |              |                         |
| 43 | «Qualcuno di cui Fidarsi» «Alguien en quien confiar»                             | Orlando Corradi                | Simona Ferri | 27 de febrero de 2010   |
| Cuando Reina hizo la prueba para que Raf se lo creyerá Raf solo confía en Sulfus |                                                                                  |                                |              |                         |
| 44 | «Duello e Tentazione» «Duelo y Tentación»                                        | Orlando Corradi                | Simona Ferri | 28 de febrero de 2010   |
| Reina le cuenta toda la historia de Raf |                                                                                  |                                |              |                         |
| 45 | «Disposta a Tutto» «Dispuesta a todo»                                            | Orlando Corradi                | Simona Ferri | 28 de febrero de 2010   |
| Raf está dispuesta a entrar en la sala de los retratos |                                                                                  |                                |              |                         |
| 46 | «La Stanza dei Ritratti» «La sala de los retratos»                               | Orlando Corradi                | Simona Ferri | 6 de marzo de 2010      |
| Raf consigue convencer a Sulfus para entrar en la sala de los retratos |                                                                                  |                                |              |                         |
| 47 | «Aria di Guerra» « Vientos de guerra»                                            | Orlando Corradi                | Simona Ferri | 7 de marzo de 2010      |
| Arkhan y Temptel pillaron a Raf y Sulfus pero Reina ya había llegado se prepará un combate |                                                                                  |                                |              |                         |
| 48 | «Ultimatum alla Terra» «Ultimatum en la Tierra»                                  | Orlando Corradi                | Simona Ferri | 13 de marzo de 2010     |
| Entre los profesores y Reina ha acaba de empezar una batalla |                                                                                  |                                |              |                         |
| 49 | «Nella Tana del Lupo» «En la boca del lobo»                                      | Orlando Corradi                | Simona Ferri | 14 de marzo de 2010     |
| Los ángeles y los diablos se juntan para preparar un plan para derrotar a Reina |                                                                                  |                                |              |                         |
| 50 | «Sacrificio» «Sacrificio»                                                        | Orlando Corradi                | Simona Ferri | 20 de marzo de 2010     |
| Raf consigue la llave de los retratos y descubre que Malachie es su padre |                                                                                  |                                |              |                         |
| 51 | «Scontro Finale» «Batalla Final»                                                 | Orlando Corradi                | Simona Ferri | 21 de marzo de 2010     |
| Debido a que Reina es muy poderosa los profesores deciden darles a los alumnos las Alas De Prisma |                                                                                  |                                |              |                         |
| 52 | «Arrivederci Golden School» «Adiós Escuela Golden»                               | Orlando Corradi                | Simona Ferri | 21 de marzo de 2010     |
| Después de vencer a Reina han empezado las vacaciones pero Raf todavía no ha encontrado a su madre |                                                                                  |                                |              |                         |

### Película de animación
| Título                                                                         | Estreno en Italia   | Canal    |
| ------------------------------------------------------------------------------ | ------------------- | -------- |
| Angel's Friends - Tra Sogno e Realtà (Angel's Friends - Tras sueño y realidad) | 25 de marzo de 2011 | Italia 1 |

## DVD
La serie de animación se adaptó a una colección de DVD en Italia, publicada por Mondo Home Entertainment a partir del 2009. La colección comprende la primera temporada con 10 DVD.

## CD
En el 2010 se publicó el CD con la banda sonora de la serie Angel's Friends, que contiene, aparte de la canción inicial cantada por Cristina D'Avena, otras canciones dedicadas a los personajes protagonistas de la serie de animación: en total once temas. A destacar que, aparte de la canción de introducción, todos los demás temas están cantados en inglés.